# いしゃ先生
『いしゃ先生』（いしゃせんせい）は、あべ美佳の長編小説。『全国保険医新聞』に2013年5月から2015年2月に連載、PHP文芸文庫より2015年9月8日に刊行された。僻地医療の先駆けとなり「仙境のナイチンゲール」と称された女医・志田周子の生涯を描く。
あべ脚本、永江二朗監督により平山あや主演で映画化され、2016年1月9日に公開された。

## あらすじ
東京女子医大を卒業した女医志田周子が、当時無医村だった山形県大井沢村（現・西川町大井沢）で生涯を医療にささげ、孤軍奮闘する物語。

## 書誌情報
- いしゃ先生（2015年9月8日、PHP文芸文庫、ISBN 978-4-569-76416-0）

## 映画
『いしゃ先生』（いしゃせんせい）は、2016年全国公開の日本の映画作品。京都国際映画祭2015での2015年10月17日の上映および11月7日からの山形県先行公開を経て、2016年1月9日に全国公開された。医師で歌人の志田周子を描いた。

### キャスト
- 志田周子：平山あや
- 高橋校長：長谷川初範
- 幸子：上野優華
- 志田荘次郎：榎木孝明[4]
- 志田せい：池田有希子
- 志田悌次郎：星野凱士（少年期）、諒太郎（青年期）
- 風のおんつぁん：岡雅史
- 竹子：白崎映美（友情出演）
- 鉄蔵：中本哲也（テツandトモ）（特別出演）
- 友蔵：石澤智幸（テツandトモ）（特別出演）

### スタッフ
- 監督：永江二朗
- 原作・脚本：あべ美佳『いしゃ先生』
- プロデューサー：上野境介、岡雅史
- 撮影：早坂伸
- 美術：遠藤剛
- 主題歌：上野優華「あたたかい場所」（キングレコード）（歌唱、作詞）[4]
- 制作・宣伝・配給プロダクション：キャンター

### 評価
柳下毅一郎は、「節度を保った上品な映画で好感を持つが、地味だ」と評した。